# 田井之瀨站
田井之瀨站（日语：／ Tainose eki */?）是位於和歌山縣和歌山市岩橋667番5號，西日本旅客鐵道（JR西日本）的和歌山線車站。

## 概要
曾經和歌山線從此站往西邊的走線中，會途經阪和線紀伊中之島站前往紀和站（舊・和歌山站）。當時設有直通列車前往南海本線的和歌山市站。在1974年，此站至紀和站之的舊線廢止。
此站的日文原名為，但是縣道（和歌山縣道14號和歌山打田線）的地點日文名為，巴士站（和歌山巴士那賀橋本線）的日文名為，沒有統一標記。
此外，於田井之瀨巴士站中曾經設有和歌山巴士那賀那賀線（211系統）到發，於2019年4月1日時間表修正起廢止。

## 歷史
- 1898年（明治31年）5月4日 - 紀和鐵道（日语：紀和鉄道）和歌山站（現時：紀和站）至船戶臨時車站之間開通，岩橋站啟用[1]。
- 1899年（明治32年）1月15日 - 車站改名為田井之瀨站。
- 1904年（明治37年）12月9日 - 南和鐵道路線由關西鐵道繼承，成為關西鐵道車站[1]。
- 1907年（明治40年）10月1日 - 關西鐵道被國有化（日语：鉄道国有法），成為帝國鐵道廳車站[1]。
- 1909年（明治42年）10月12日 - 制定路線名稱，成為和歌山線車站[1]。
- 1961年（昭和36年）7月1日 - 和歌山線貨物支線 此站至東和歌山站（現時：和歌山站）之間的短絡線開通[1]。
- 1972年（昭和47年）3月15日 - 上述前往和歌山站的短絡線開始旅客業務，同時該路線變成本線[1]。紀和方向成為舊線和支線[1]。
- 1973年（昭和48年）
  - 9月30日 - 舊線（紀和第一信號站 - 紀伊中之島站 - 紀和站之間）廢止[1]。
  - 10月1日 - 和歌山 - 田井之瀨之間使用單線自動（特殊）化。紀和第一信號站廢止。
- 1984年（昭和59年）10月20日 - 成為無人車站。
- 1987年（昭和62年）4月1日 - 伴隨國鐵分割民營化，車站由西日本旅客鐵道（JR西日本）營運[1][2]。
- 2020年（令和2年）3月14日 - 車站開始可以使用IC卡「ICOCA」[3]。

### 鐵道唱歌
在1900年（明治33年）由大和田建樹作詞的鐵道唱歌第5集（關西、參宮、南海篇）中，第49號歌詞出現了此站。

當中，歌詞中的「和歌山」是指現時的紀和站。

## 車站構造
車站是一座地面車站，設有2面2線的相對式月台。
此站是由和歌山站管理的無人車站。車站大樓在2005年撤走，改建為一座混凝土製的簡單出入口。該處設有自動售票機。車站出入口位於靠近粉河方向月台上。兩月台之間設有跨線橋連接。此站設有廁所。

### 月台
| 月台 | 路線     | 上下行 | 方向           |
| ---- | -------- | ------ | -------------- |
| 1    | 和歌山線 | 上行   | 粉河、橋本方向 |
| 2    | 和歌山線 | 下行   | 和歌山方向     |

## 使用狀況
以下為1日平均乘車人次：
| 年度   | 1日平均 乘車人次 |
| ------ | ---------------- |
| 1998年 | 310              |
| 1999年 | 286              |
| 2000年 | 281              |
| 2001年 | 284              |
| 2002年 | 269              |
| 2003年 | 256              |
| 2004年 | 274              |
| 2005年 | 274              |
| 2006年 | 269              |
| 2007年 | 272              |
| 2008年 | 283              |
| 2009年 | 294              |
| 2010年 | 267              |
| 2011年 | 277              |
| 2012年 | 282              |
| 2013年 | 299              |
| 2014年 | 298              |
| 2015年 | 322              |
| 2016年 | 337              |
| 2017年 | 329              |
| 2018年 | 333              |

## 車站周邊
- 和歌山西和佐郵局
- 和歌山市立西和佐小學（日语：和歌山市立西和佐小学校）
- 紀伊風土記之丘（日语：和歌山県立紀伊風土記の丘）（步行25分鐘）
- 紀之川第2綠地
  - 田井之瀨場
- 阪和自動車道和歌山交匯處（日语：和歌山インターチェンジ）

## 相鄰車站
西日本旅客鐵道（JR西日本）
 和歌山線
■快速
通過
■普通
千旦－田井之瀨－和歌山（JR-R54）

### 曾經存在的路線
日本國有鐵道
和歌山線（舊線）
（千旦－）田井之瀨－紀伊中之島

## 注腳
1. 1 2 3 4 5 6 7 8 9 10 11  曾根悟（監修）. 朝日新聞出版分冊百科編集部（編集） , 编. . 週刊朝日百科. 42号 阪和線・和歌山線・桜井線・湖西線・関西空港線. 朝日新聞出版. 2010-05-16: 20–21 （日语）.
2. ↑  『交通年鑑 昭和63年版』 交通協力會，1988年3月。
3. ↑   (PDF) (新闻稿). 西日本旅客鉄道和歌山支社. 2019-12-13  [2021-01-08]. （原始内容 (PDF)存档于2021-01-04） （日语）.
4. ↑  《和歌山縣統計年鑑》和《和歌山縣公共交通機關等資料集》

## 外部連結
- 田井之瀨｜車站資訊：JR出門網 - 西日本旅客鐵道（日語）